# Famille de Perceval
Cette page explique l’histoire ou répertorie les différents membres de la famille de Perceval.
La famille de Perceval est une famille noble éteinte, originaire du Brabant.
Elle s'est éteinte dans les mâles en 1869 en la personne d'Armand de Parceval, dernier du nom, mort sans postérité.

## Histoire
La famille de Perceval, originaire du Roman Païs de Brabant, est une famille patricienne de Nivelles, à qui elle donne plusieurs rentiers, jurés, échevins et hommes de fief de l'abbatialité depuis au moins le XVe siècle.
Son ascendance remonte en 1403 lorsque Frankar Percheval apparaît dans des actes en tant qu'échevin de Buisseret et de Tyberchamps à Seneffe.
Au XVIIIe siècle, les Perceval s'établissent à Malines, y occupant des fonctions au sein de la Cour des Habsbourg.
Emmanuel de Perceval reçoit des lettres de noblesse de l'Empereur Joseph II, par décret porté à Bruxelles le 28 février 1784.
Éteinte en 1869.

## Personnalités
- Paul Perceval (-1587), jurisconsulte coutumier, premier rentier et échevin de Nivelles
- Adrien Perceval (1622-1678), receveur, échevin et rentier de Nivelles, bailli, lieutenant grand-bailli du Roman Païs, député auprès du roi Louis XIV en juin 1667 pour le prévenir que la ville de Nivelles n'opposera pas de résistance[4]. Il épouse sa cousine Jeanne Marie Fortamps (descendante de Lambert Compère).
- Emmanuel de Perceval (1731-1800), conseiller-receveur général pour la ville et province de Malines, lieutenant de la Cour féodale et stathouder de l'empereur d'Autriche à Malines
- Jean-Henri de Perceval (1786-1842), bourgmestre de Malines, élu membre du Congrès national, député
- Sophie de Perceval, artiste peintre[5]
- Wilhelmine de Perceval (1815-1835), artiste peintre[5]
- Armand de Perceval (1818-1869), diplomate, homme de presse, député. Dernier du nom, mort sans postérité.

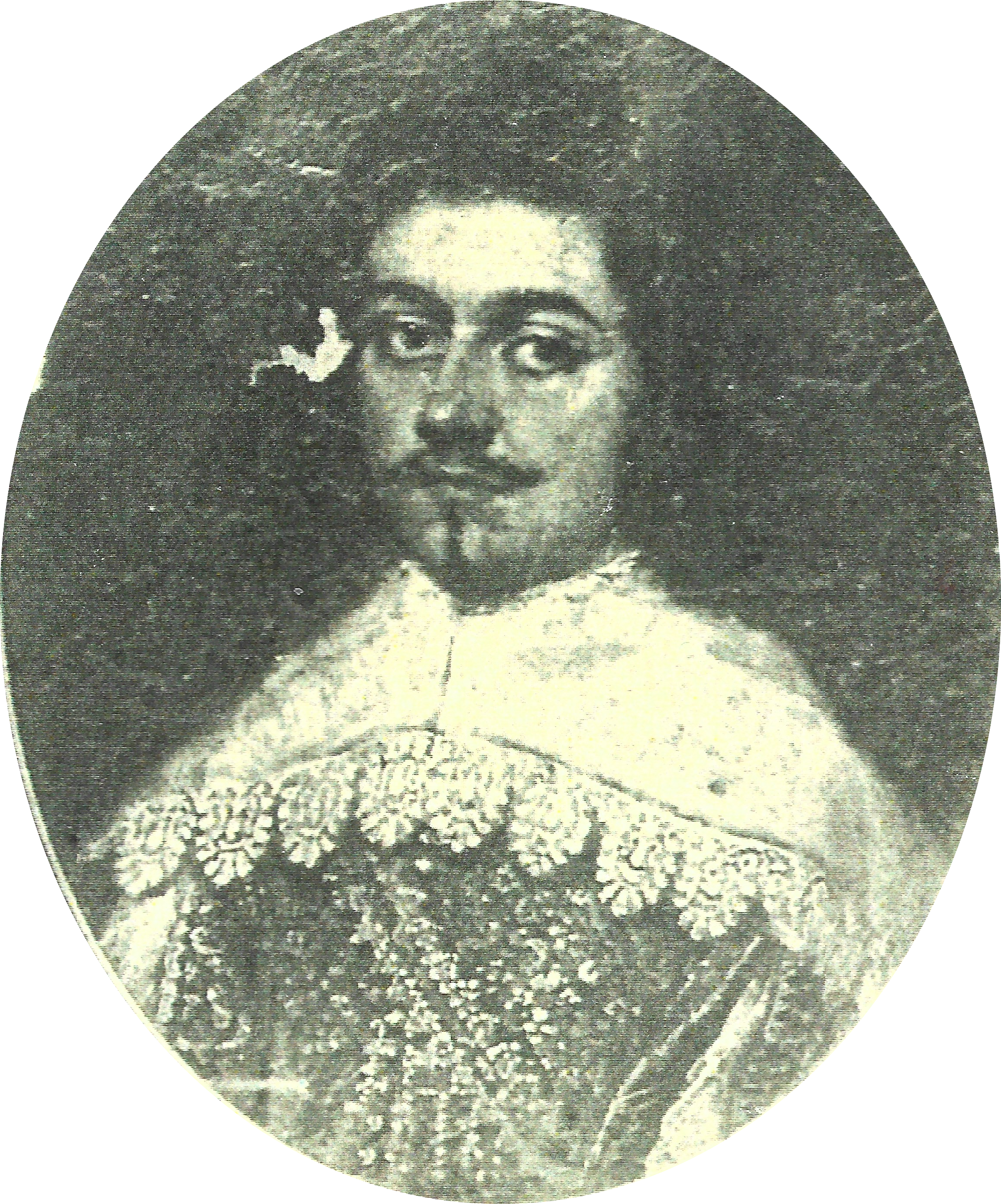
Jacques Perceval
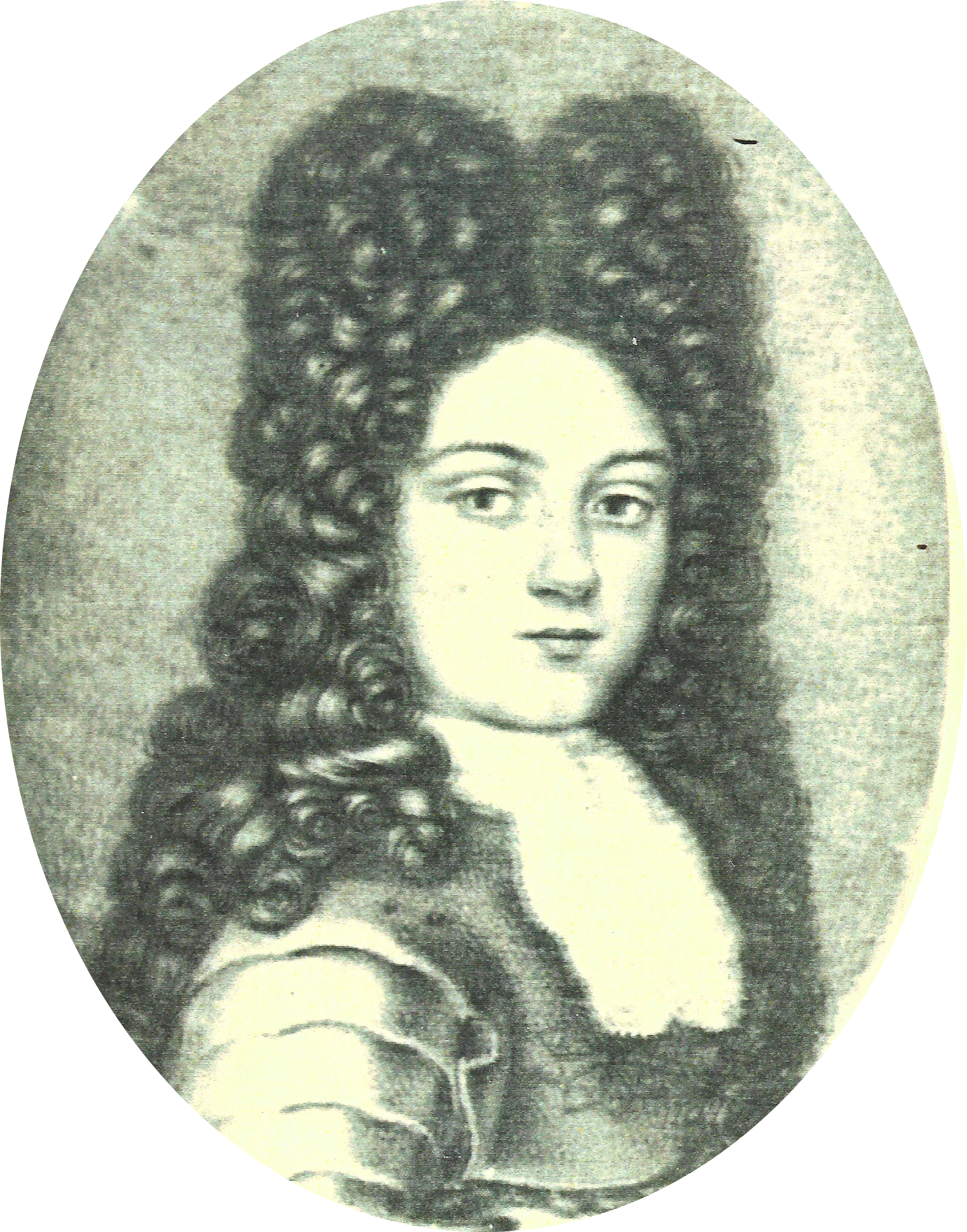
Adrien Perceval
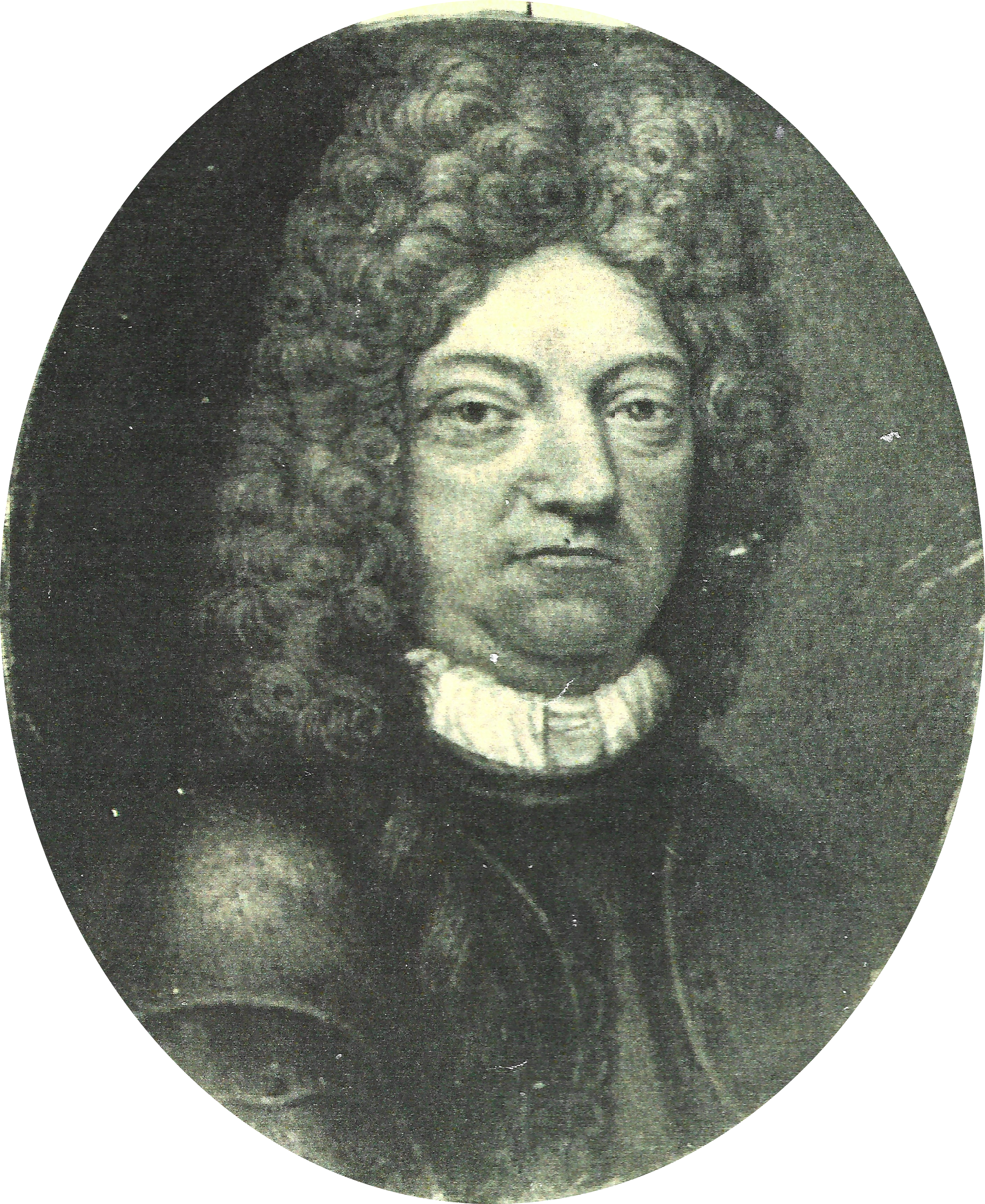
Jean-Guillaume Perceval
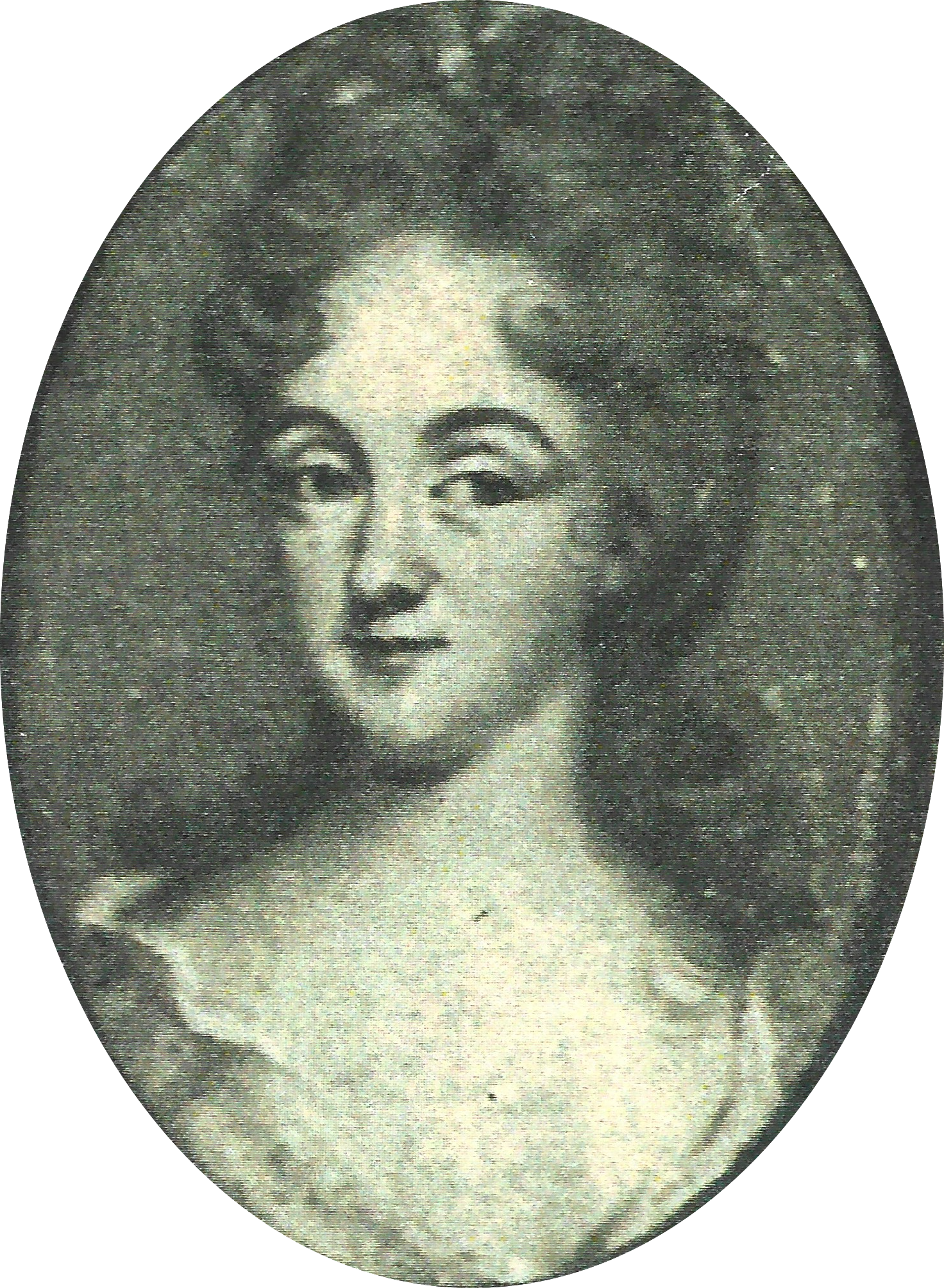
Mme Perceval, née Catherine Hennau
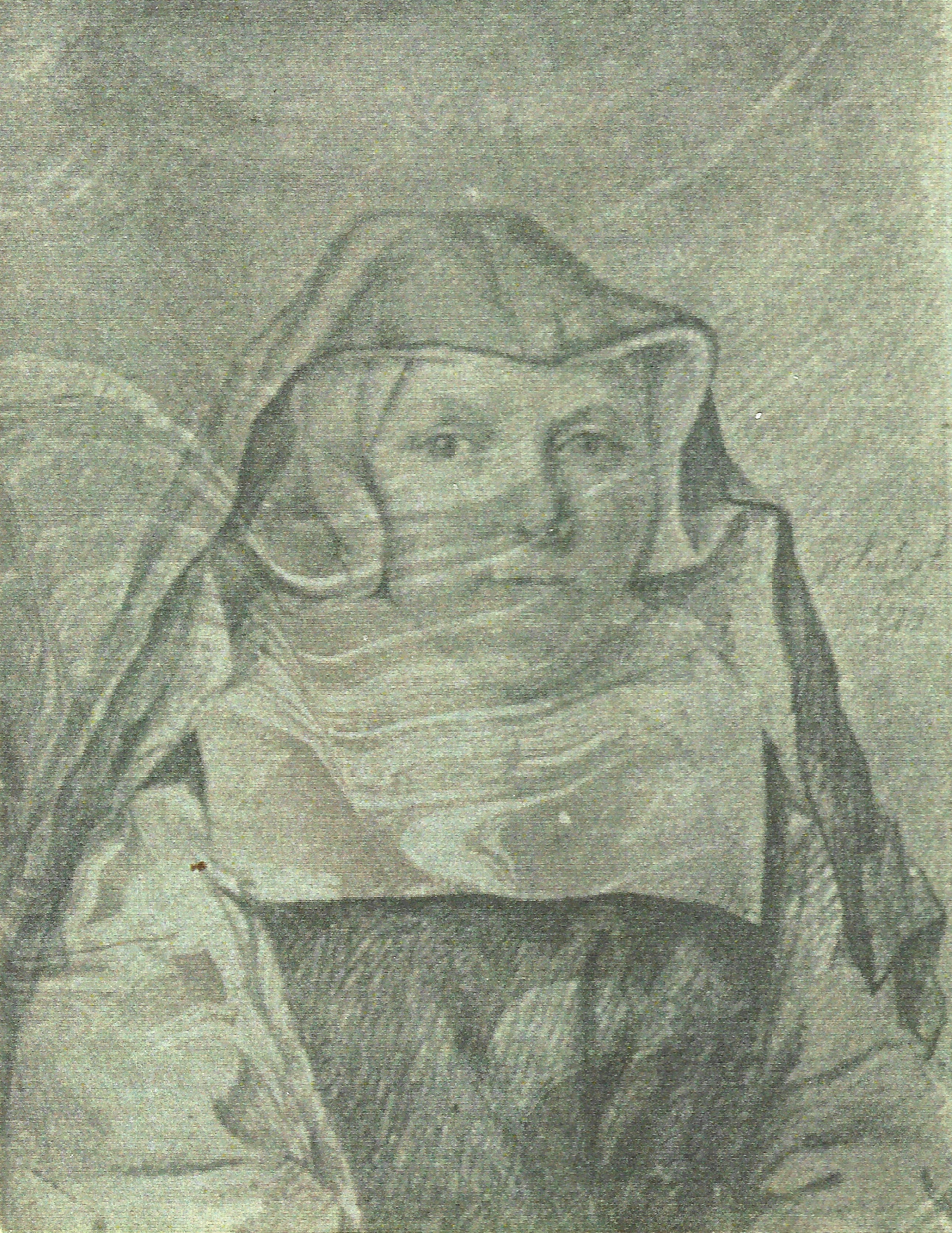
Marie Anne Thérèse Perceval
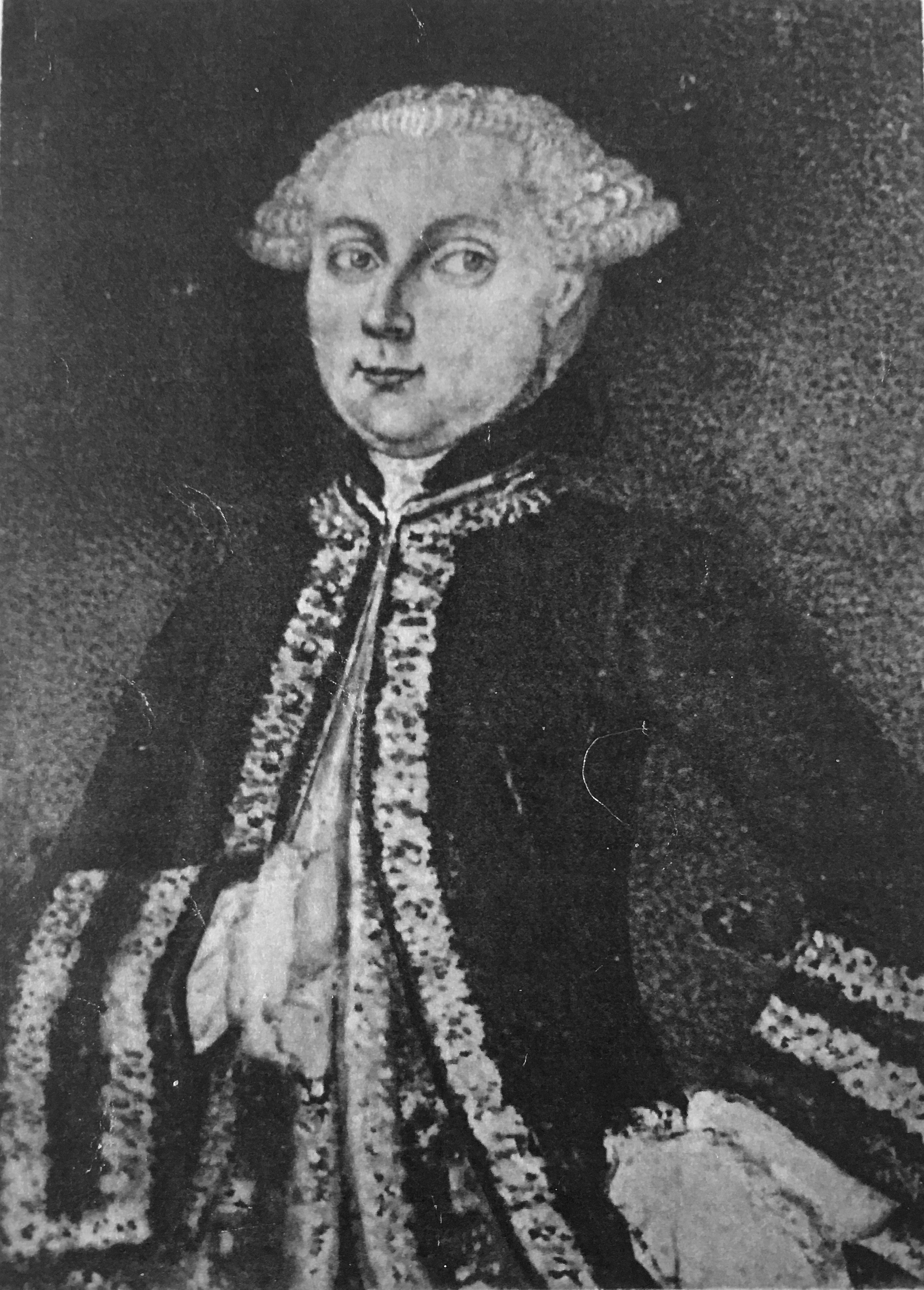
Emmanuel de Perceval
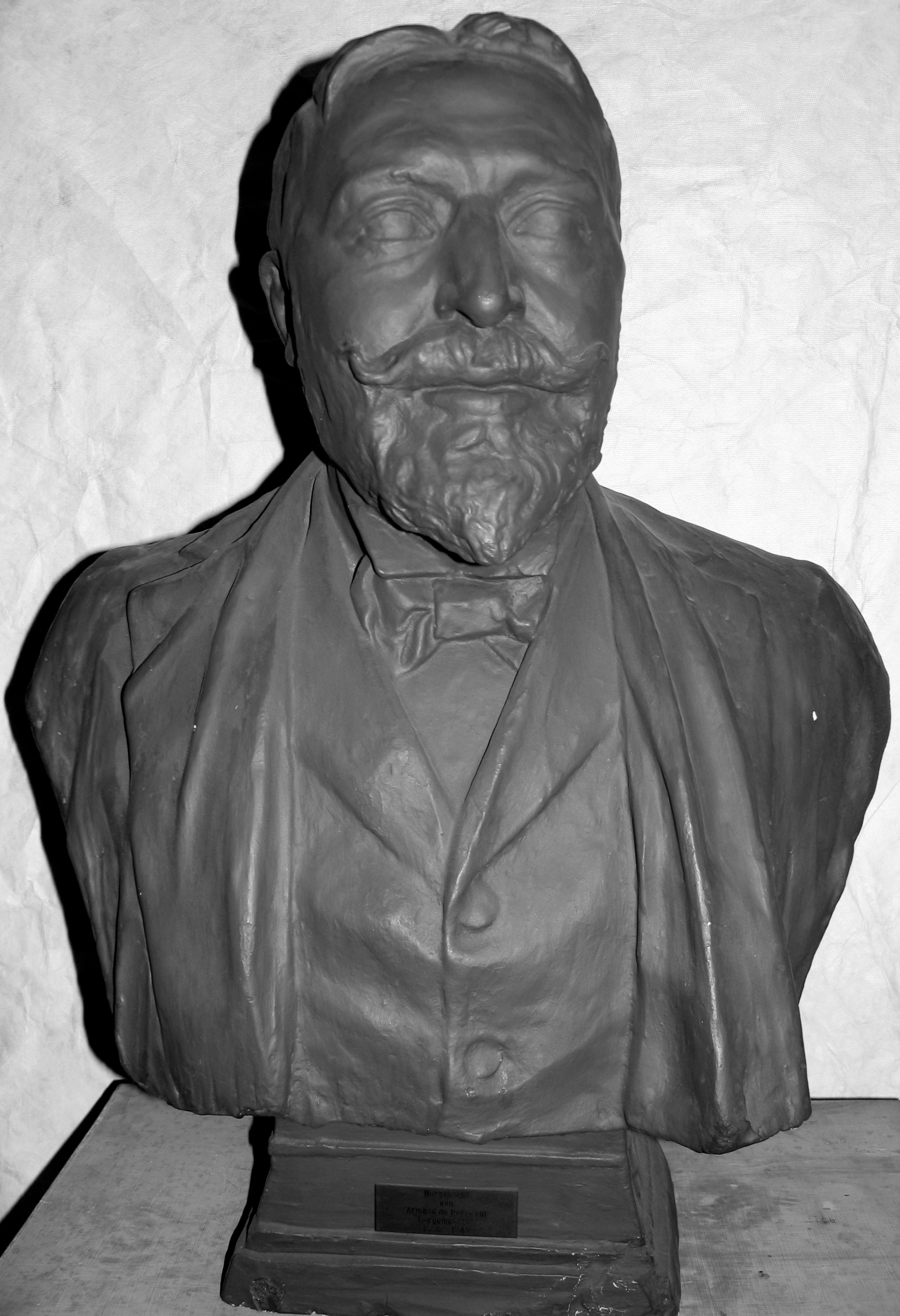
Jean-Henri de Perceval
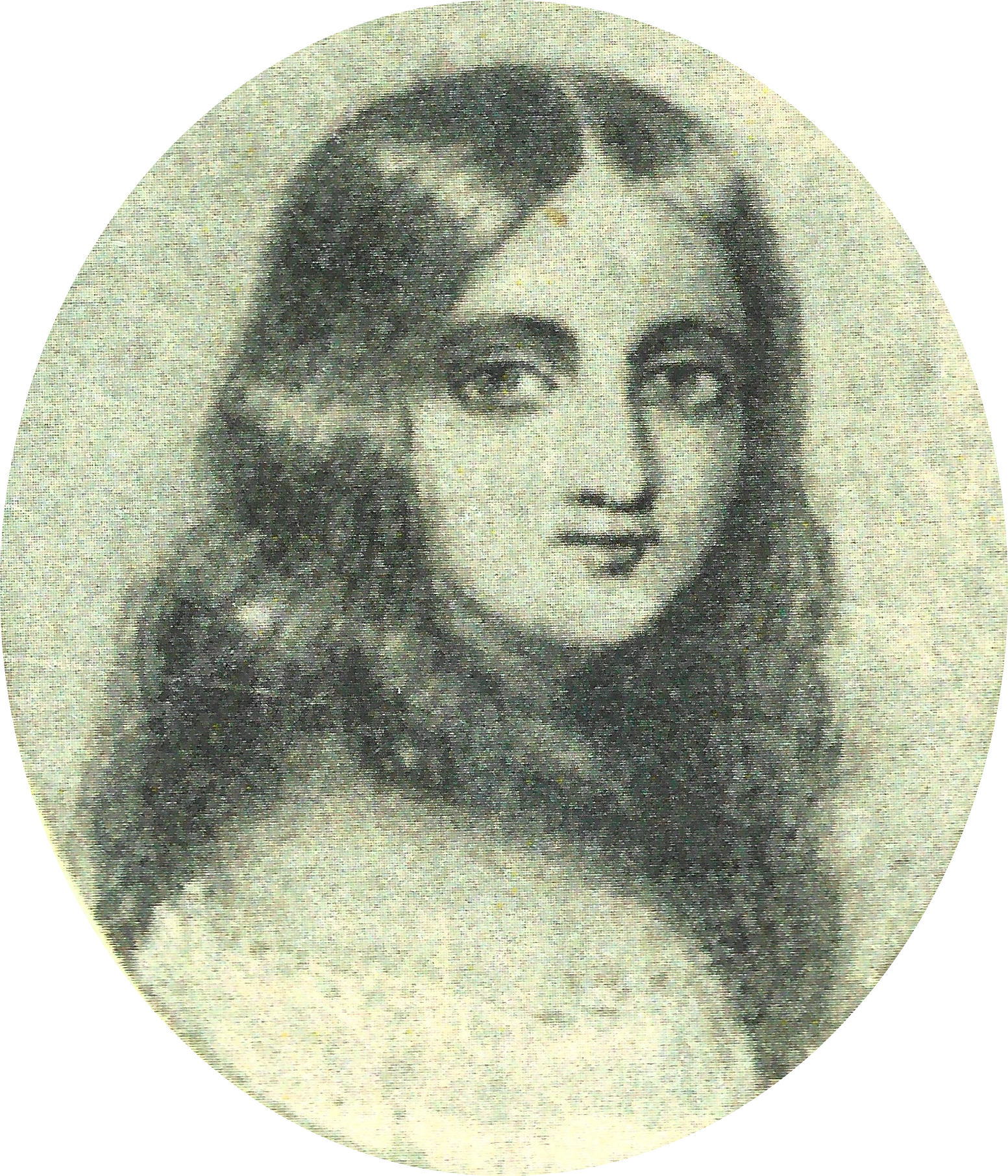
Wilhelmine de Perceval
Armand de Perceval

## Alliances
La famille Perceval est notamment alliée aux familles de Noirchin, del Bruyère, Piercot, de Quertenmont, de Pitepance, de Lanne, de Berselle, Gibert, Craven, de Berghes, Fortamps, du Houx, van Slabbeek, Vermylen, van den Nieuwenhuysen, Ablay, etc.